# Mattia Cattaneo
Pour les articles homonymes, voir Cattaneo.
Mattia Cattaneo (né le 25 octobre 1990 à Alzano Lombardo, dans la province de Bergame, en Lombardie) est un coureur cycliste italien, membre de l'équipe Soudal Quick-Step.

## Biographie
En 2008, Mattia Cattaneo est médaillé d'argent du championnat du monde sur route juniors au Cap, en Afrique du Sud.
En 2011, en catégorie espoirs, il gagne notamment le Girobio, se classe troisième du championnat d'Italie du contre-la-montre espoirs et du Tour de l'Avenir, et cinquième du championnat d'Europe sur route espoirs. L'année suivante, il est à nouveau troisième du Tour de l'Avenir.
En 2013, Mattia Cattaneo devient coureur professionnel au sein de l'équipe Lampre-Merida, où il a été stagiaire à partir d'août 2012. Lors de cette première saison, il dispute le Tour d'Italie, qu'il quitte lors de la septième étape à cause d'une chute. À partir du mois de juin, il ressent fréquemment des vertiges, s'évanouit plusieurs fois. Il est mis au repos pendant plusieurs mois. En fin d'année, des tests médicaux écartent le risque d'un problème cardiaque héréditaire et l'autorisent à reprendre la compétition en 2014. Lors du Tour d'Italie 2014, il est échappé et prend la huitième place de la quatorzième étape. Il termine ce Giro à la 64e place. À la fin de cette saison, le contrat qui le lie à Lampre-Merida est prolongé de deux ans.
Présent sur le Tour d'Italie 2023 en tant qu'équipier de Remco Evenepoel, Cattaneo voit son leader abandonner au soir de la neuvième étape après avoir été infecté par le SARS-CoV-2. Trois jours plus tard, lui-même infecté, Cattaneo, tout comme ses coéquipiers Louis Vervaeke, Josef Černý et Jan Hirt, est non-partant lors de la onzième étape. Vice-champion d'Italie du contre-la-montre en juin derrière Filippo Ganna, comme l'année précédente, Cattaneo prolonge en juillet son contrat avec la formation de Patrick Lefévère jusqu'en fin d'année 2025.

## Palmarès

### Palmarès amateur
- 2006[5]
  - 2e du championnat d'Italie du contre-la-montre cadets
- 2007
  - 2e du championnat d'Italie de poursuite par équipes juniors
  - 3e de la Piccola Tre Valli Varesine
- 2008
  - Trophée Emilio Paganessi
  - 2e du championnat d'Italie de poursuite par équipes juniors
  -  Médaillé d'argent du championnat du monde sur route juniors
- 2009
  - Grand Prix de Poggiana
- 2011
  - Giro Ciclistico Pesche Nettarine di Romagna :
    - Classement général
    - Prologue (contre-la-montre par équipes) et 3e étape

  - Classement général du Girobio
  - Gran Premio Capodarco
  - Grand Prix de Poggiana
  - 3e du championnat d'Italie du contre-la-montre espoirs
  - 3e du Tour de l'Avenir
  - 5e du championnat d'Europe sur route espoirs
- 2012
  - Ruota d'Oro
  - 2e du Trofeo Franco Balestra
  - 3e du Tour de l'Avenir

### Palmarès professionnel
- 2017
  - 3e étape du Tour La Provence
  - 2e du Tour La Provence
  - 2e de la Classic de l'Ardèche
  - 2e du Tour de Slovaquie
  - 3e du Tour de Toscane
- 2019
  - Tour des Apennins
  - 2e du Grand Prix de l'industrie et de l'artisanat de Larciano
- 2021
  - 4e étape du Tour de Luxembourg (contre-la-montre)
  - 3e du championnat d'Italie du contre-la-montre
  - 3e du Tour de Luxembourg
  - 8e du Tour des Émirats arabes unis
  - 9e du Tour de Suisse
- 2022
  - 2e du championnat d'Italie du contre-la-montre
- 2023
  - 6e étape du Tour de Pologne (contre-la-montre)
  -  Médaillé d'argent du championnat d'Europe du contre-la-montre en relais mixte
  - 2e du championnat d'Italie du contre-la-montre
  - 5e du Tour de Pologne
  - 5e du championnat d'Europe du contre-la-montre
  - 8e du championnat du monde du contre-la-montre
- 2024
  -  Champion d'Europe du relais mixte contre-la-montre
  -  Médaillé de bronze du championnat du monde du contre-la-montre par équipes en relais mixte
  -  Médaillé de bronze du championnat d'Europe du contre-la-montre
- 2025
  - 3e du championnat d'Italie du contre-la-montre
  - 10e de Tirreno-Adriatico

## Résultats sur les grands tours

### Tour de France
3 participations
- 2021 : 12e
- 2022 : 96e
- 2025 : abandon (7e étape)

### Tour d'Italie
6 participations
- 2013 : abandon (7e étape)
- 2014 : 64e
- 2018 : 33e
- 2019 : 28e
- 2023 : non-partant (11e étape)
- 2025 : 44e

### Tour d'Espagne
5 participations
- 2015 : abandon (13e étape)
- 2016 : 102e
- 2020 : 17e
- 2023 : 34e
- 2024 : 23e

## Classements mondiaux
| Année                                 | 2010  | 2011 | 2012 | 2013 | 2014 | 2015 | 2016  | 2017 | 2018 | 2019 | 2020 | 2021 | 2022  | 2023 | 2024 |
| ------------------------------------- | ----- | ---- | ---- | ---- | ---- | ---- | ----- | ---- | ---- | ---- | ---- | ---- | ----- | ---- | ---- |
| UCI World Tour                        |       |      |      | nc   | nc   | nc   | 218e  | nc   | nc   |      |      |      |       |      |      |
| Classement mondial                    |       |      |      |      |      |      | 1385e | 76e  | 275e | 163e | 368e | 101e | 1139e | 161e | 312e |
| UCI Europe Tour                       | 1064e | 49e  | 143e |      |      |      | 1722e | 8e   | 204e | 135e | 301e | 85e  | 807e  | nc   | nc   |
| UCI Asia Tour                         | nc    | nc   | nc   |      |      |      | 492e  | nc   | nc   |      |      |      |       |      |      |
| UCI America Tour                      | nc    | nc   | nc   |      |      |      | nc    | nc   | 347e |      |      |      |       |      |      |
|                                       |       |      |      |      |      |      |       |      |      |      |      |      |       |      |      |
| Légende : nc = non classéSource : UCI |       |      |      |      |      |      |       |      |      |      |      |      |       |      |      |